# Фёдоров, Илья (бакалавр Московского университета)
Илья Фёдоров (ум. 1770, Санкт-Петербург) — бакалавр философии Московского университета, коллежский секретарь.
Сведения о нём скудны. В 1759 году он был произведён из казённокоштных разночинцев в студенты и в 1761 году удостоен золотой медали. Преподавал арифметику в университетской гимназии (1764—1767). Ему принадлежит сочинение «Математические наставления» и перевод «Универсальная Гейнекциева философия», напечатанный в Москве в 1767 году. Скончался в Санкт-Петербурге в 1770 году.

## Источник
- Федоров, Илья // Русский биографический словарь : в 25 томах. — СПб.—М., 1896—1918.
- Федоров, Илья // Энциклопедический словарь Брокгауза и Ефрона : в 86 т. (82 т. и 4 доп.). — СПб., 1890—1907.
- Биографический словарь профессоров и преподавателей Императорского Московского университета за истекающее столетие со дня учреждения января 12-го 1755 года, по день столетнего юбилея января 12-го 1855 года, составленный трудами профессоров и преподавателей, занимавших кафедры в 1854 году, и расположенный по азбучному порядку. — Москва: В Университетской Типографии, 1855. — Т. II. — С. 673. — 673 с.